# Радойчич, Игор
Игор Радойчич (серб. Игор Радојичић; род. 13 сентября 1966, Баня-Лука) с февраля 2006 по ноябрь 2014 являлся спикером Народной скупщины Республики Сербской.

## Биография
Родился 13 сентября 1966 года в Баня-Луке. Черногорец по происхождению. Он окончил электротехническую среднюю школу в Баня-Луке. Имеет степень бакалавра и магистра в области электротехники, он опубликовал значительное количество научных работ в этой области. Он был ассистентом на факультете электротехники в Баня-Луке и преподавал системы автоматического управления.
В конце 80-х Радойчич был членом председательства Социалистической лиги молодёжи Боснии и Герцеговины, и в настоящее время он является генеральным секретарём Союза независимых социал-демократов в Республике Сербской.

## Политика
В первый раз он был избран президентом Народной скупщины в марте 2006 года и снова занял эту должность после выборов 2006 года. После смерти президента Республики Сербской Милана Елича Народная скупщина решила назначить Радойчича президентом Республики Сербской, однако на это решение было наложено вето. Конституционный суд Республики Сербской непосредственно перед внеочередными президентскими выборами постановил, что Радойчич может выполнять задачи Президента Республики Сербской. В связи с медленными темпами политического инакомыслия и решением Конституционного суда Радойчич так и не стал полноправным президентом.